# Johannes Nicolai Cedermark
Johannes Nicolai Cedermark (tidigare Novander), född 1659, död 26 oktober 1696 i S:t Laurentii församling, Östergötlands län, var en svensk borgmästare i Söderköping.

## Biografi
Cedermark föddes 1659 och var son till befallningsmannen i Mogata socken. Han blev 1677 student vid Uppsala universitet och var medlem i Östgöta nation. Cedermark blev sekreterare och 1687 borgmästare i Söderköpings stad. Han slutade som borgmästare 1691 och avled 1696 i S:t Laurentii församling, Söderköping.

### Familj
Cedermark var gift med Rebecca Löfgren (1664–1716), dotter till domprosten Petrus Löfgren i Linköpings församling och Apollonia Danckward. Efter Cedermarks död gifte Löfgren om sig med kyrkoherden Haraldus Askebom i Östra Husby församling och översten Johan Drakenberg i Karlskrona.